# Stiriodes nepotica
Stiriodes nepotica là một loài bướm đêm trong họ Noctuidae.